# ميليفوي فيتاكيتش
ميليفوي فيتاكيتش (مواليد 16 مايو 1977 في تشاتشاك - يوغوسلافيا) لاعب كرة قدم صربي يلعب حاليا لصالح نادي الدرجة الأولى غرونوبل الفرنسي منذ 2007 في مركز قلب الدفاع .

## وصلات خارجية
- ميليفوي فيتاكيتش على موقع رابطة كرة القدم الفرنسية للمحترفين (الإنجليزية)
- ميليفوي فيتاكيتش على موقع قاعدة بيانات كرة القدم.إي يو (الإنجليزية)
- ميليفوي فيتاكيتش على موقع ناشيونال فوتبول تيمز (الإنجليزية)